# أرنولد بوده
أرنولد بوده (بالألمانية: Arnold Bode)‏ هو مهندس معماري ورسام ألماني، ولد في 23 ديسمبر 1900 في كاسل في ألمانيا، وتوفي بنفس المكان في 3 أكتوبر 1977.

## وصلات خارجية
- أرنولد بوده على موقع الموسوعة البريطانية (الإنجليزية)